# Guaco

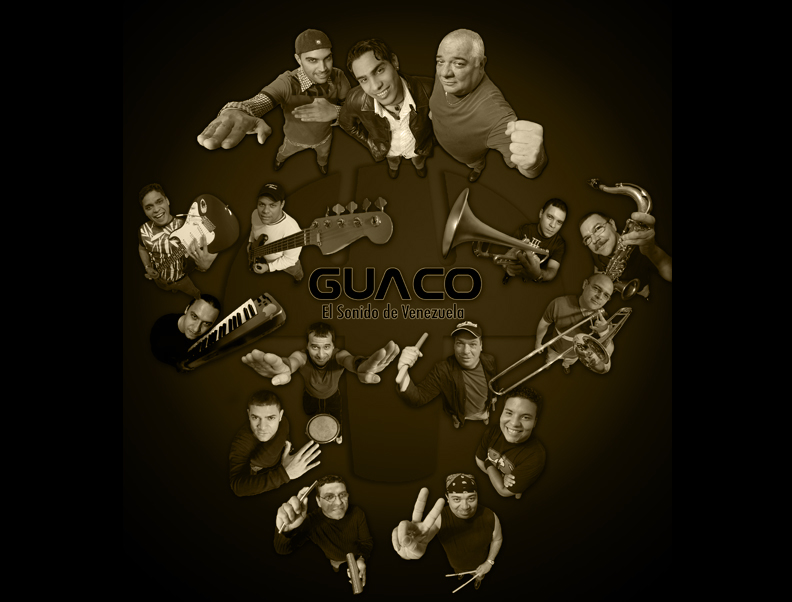
Guaco

Guaco ist eine Tropical Music und Salsaband aus Venezuela.

## Werdegang
Guaco wurde 1968 in Maracaibo von Mario Viloria und Gustavo Aguado gegründet. Sie begann zunächst als folkloristische Gaita Zuliana Gruppe. In den 1970er Jahren nahm Guaco zunehmend Elemente des Salsa auf, wie der Einsatz von Blasinstrumenten. Heute spielt Guaco eine Mischung aus Salsa, Pop, Jazz, Funk, Rock and Roll sowie kolumbianischen Vallenato. Sie gehört damit zu den stilbildenden Musikgruppen der Tropical Music. Guaco war mehrfach auf Tournee in den USA, Europa und Japan.

## Diskografie
- El Obrero (Conunto Los Guacos del Zulia) (1968)
- Maracaibo Cuatricentenario (1969)
- Los Guacos (1970)
- Esta gaita si está en algo (1972)
- Gaita a todo color con los Guaco (1973)
- Guaco 73 (1973)
- No diga que no los ha escuchado ni los ha visto (1974)
- Guaco 75 (1975)
- Guaco 76 (1976)
- Grupo Guaco 77 (1976)
- Criollo y Sabroso (1978)
- Guaco 79 (1979)
- Guaco 80 (1980)
- Guaco 81 (1981)
- Guaco 82 (1982)
- Guaco 83 (1983)
- Guaco es guaco (1984)
- Guaco 85 (1985)
- Tercera Etapa (1986)
- Maduro (1987)
- Dejando Huella (1988)
- Betania (1989)
- Atracción Fatal (1990)
- Guaco 90 (1990)
- Guaco 91 (1991)
- Guaco 91[4] (1991)
- Guaco 92 (1992)
- Guaco 93 (1993)
- Triceratops (1993)
- Guaco Clásico I
- Guaco Clásico II
- Guaco Clásico III - Sabroso
- Archipiélago
- Amazonas
- Cómo era y cómo es (1999)
- Guaco es Guaco (2000)[5]
- Equilibrio (2001)
- Galopando (2002)
- El Sonido de Venezuela (2005)
- Equus (2006)
- Guajiro (2010)

## Besetzung
- Juan Carlos Salas: musikalischer Direktor, Trompete
- Gustavo Aguado: Gründer, Direktor und Gesang
- Luis Fernando Borjas: Gesang
- Ronald Borjas: Gesang
- Alexis Moreno: Charrasca[6]
- Yonis Flores: Perkussion
- Vladimir Quintero: Congas
- Julio Rivera: Timbales
- Humberto Casanova: Perkussion
- Gustavo Molero: Bongos, Glocken und  Perkussion
- Julio Flores: Tenor Saxofon
- Norman Cepeda: Posaune
- Edepson González: Keyboard
- Rafael Querales: Bass
- Carmelo Medina: Gitarre